# Akinori Nišizava
Akinori Nišizava (japonsko 西澤 明訓), japonski nogometaš, * 18. junij 1976.
Za japonsko reprezentanco je odigral 29 uradnih tekem.